# 23504 Ханеда
23504 Ханеда (23504 Haneda) — астероїд головного поясу, відкритий 7 березня 1992 року.
Тіссеранів параметр щодо Юпітера — 3,359.